# Pyramidula pusilla
Pyramidula pusilla is een slakkensoort uit de familie van de Pyramidulidae. De wetenschappelijke naam van de soort is voor het eerst geldig gepubliceerd in 1801 door Vallot.